# Иргайтинський сільський округ
Ирга́йтинський сільський округ (каз. Ырғайты ауылдық округі, рос. Ыргайтинский  сельский округ) — адміністративна одиниця у складі Алакольського району Жетисуської області Казахстану. Адміністративний центр — село Коктума.
Населення — 2476 осіб (2021; 2307 у 2009, 2744 у 1999, 3244 у 1989).
Станом на 1989 рік існувала Аргаїтинська сільська рада (села Акчий, Коктума).

## Склад
До складу округу входять такі населені пункти:
| Населений пункт | Населення, осіб (1982) | Населення, осіб (1999) | Населення, осіб (2009) | Населення, осіб (2021) |
| --------------- | ---------------------- | ---------------------- | ---------------------- | ---------------------- |
| Акші, село      | 1005                   | 728                    | 578                    | 541                    |
| Коктума, село   | 2239                   | 2016                   | 1729                   | 1935                   |